# Barylypa pallida
Barylypa pallida је инсект из реда опнокрилаца - Hymenoptera и породице Ichneumonidae.

## Распрострањење
Ова паразитска оса живи у Европи, Азији и северној Африци. Мало је података о распрострањењу ове врсте, али њено присуство је потврђено у Србији.

## Опис
Дужина тела ове осе је 14-18мм. Паразитира различите врсте лептира: Agrotis ipsilon (Hufnagel, 1766), Helicoverpa armigera (Hübner, 1809), Lymantria dispar (L.,1758), Spodoptera exigua (Hübner, 1808), Malacosoma neustria L. Сигурно још велики број домаћина постоји, али су неопходна систематска истраживања биологије и екологије ове врсте. 

## Синоними
- Anomalon discrepans Brauns, 1895
- Anomalon paradoxum Brauns, 1895
- Anomalon rufum Holmgren, 1857
- Barylypa discrepans (Brauns, 1895)
- Barylypa elegantula (Schmiedeknecht, 1900)
- Barylypa exquisita (Tosquinet, 1889)
- Barylypa humeralis (Brauns, 1895)
- Barylypa laticeps (Thomson, 1892)
- Barylypa melanocneme (Vollenhoven, 1878)
- Barylypa paradoxa (Brauns, 1895)
- Barylypa persicator Aubert, 1966
- Barylypa renidens (Tosquinet, 1896)
- Barylypa rufa (Holmgren, 1857)